# Conus drangai
Conus drangai é uma espécie de gastrópode do gênero Conus, pertencente à família Conidae.